# Кинли Дорджи
Дашо Кинлей Дорджи (Дзонкха: ཀུན་ལེགས་རྡོ་རྗེ་) был первым журналистом Бутана, который стал основателем, затем управляющим директором и главным редактором национальной газеты Бутана «Куенсел».В 2009 году он стал секретарем Министерства информации и коммуникаций, Дорджи занимал эту должность до 2016 года.
Четвертый король отправил Дорджи в Австралию изучать журналистику в 1980-х годах, получив степень бакалавра искусств в области коммуникаций в колледже Митчелла, расположенном Батерсте. Он также получил степень магистра журналистики в Колумбийском университете в Нью-Йорке, а в 2007 году получил стипендию Джона С. Найта по журналистике в Стэнфордском университете за развитие средств массовой информации в странах с формирующейся демократией. В 2019 году он был удостоен степени почетного доктора Сиднейского университета за вклад в мировую журналистику.

Когда Дорджи покинул Куенсел в 2009 году, чтобы занять пост секретаря в Министерстве информации и коммуникаций, журналист Кенчо Вангди отдал дань уважения его руководству:
Его работа в газете, была основным продуктом для поколения образованных бутанцев, и она отражала Бутан со всеми его проблемами, его рост. Он шел по тонкой грани между критикой и похвалой правительства… Перемены происходили медленно и осторожно, но всегда поступательно…Он был интеллектуальной совестью Куенсел…Он терпеть не мог сенсационно написанную историю или даже заголовок. В одной из своих статей он написал: "Все мы, кто профессионально пользуется средствами массовой информации, формируем общество. Мы можем опошлить это общество. Мы можем сделать это жестоко. Или мы можем помочь поднять его на более высокий уровень.